# Daniel Glimmenvall
Daniel Glimmenvall (* 10. September 1974 in Glimåkra als Daniel Johansson) ist ein ehemaliger schwedischer Eishockeyspieler, der über viele Jahre für den Rögle BK in der schwedischen Svenska Hockeyligan (ehemals Elitserien) und der HockeyAllsvenskan aktiv war. Glimmenvall ließ im Jahr 2009 seinen Nachnamen von Johansson in den heutigen ändern. Seit seinem Karriereende arbeitet er als Trainer und Betreuer beim Rögle BK.

## Karriere
Der 1,82 m große Verteidiger begann seine Karriere in der Jugend von Rögle BK, für die er ab der Saison 1992/93 auch in der Elitserien auf dem Eis stand. 1995 wechselte der Rechtsschütze zum amtierenden schwedischen Meister HV71 Jönköping, dort spielte er die folgenden vier Serien. Nach einem einjährigen Engagement bei den Pelicans Lahti in der finnischen SM-liiga unterschrieb Johansson einen Vertrag beim schwedischen Erstligisten Brynäs IF, für die er bis Anfang 2008 die Schlittschuhe schnürte.
Im Januar 2008 wechselte Daniel Johansson zum Deutschen Eishockeymeister Adler Mannheim, die mit ihm ihre letzte freie Ausländerlizenz besetzten. Sein Vertrag galt jedoch nur bis zum Saisonende 2007/08 und wurde nicht verlängert, sodass der Schwede zu seinem Jugendverein Rögle BK zurückkehrte. Dort stand er bis 2012 unter Vertrag, agierte teils als Mannschaftskapitän und stieg mit dem Klub 2010 in die HockeyAllsvenskan ab. 2012 beendete er seine Spielerkarriere und arbeitet seither als Trainer und Betreuer beim Rögle BK.

### International
Für die schwedische Juniorennationalmannschaft bestritt Daniel Johansson sowohl die U18-Junioren-Europameisterschaft 1992 als auch die Junioren-Weltmeisterschaften 1993 und 1994. In 18 Pflichtspielen erzielte er dabei insgesamt fünf Tore und sieben Assists.

## Erfolge und Auszeichnungen
- 1992 Silbermedaille bei der U18-Junioren-Europameisterschaft
- 1993 Silbermedaille bei der Junioren-Weltmeisterschaft
- 1994 Silbermedaille bei der Junioren-Weltmeisterschaft

## Karrierestatistik
(Legende zur Spielerstatistik: Sp oder GP = absolvierte Spiele; T oder G = erzielte Tore; V oder A = erzielte Assists; Pkt oder Pts = erzielte Scorerpunkte; SM oder PIM = erhaltene Strafminuten; +/− = Plus/Minus-Bilanz; PP = erzielte Überzahltore; SH = erzielte Unterzahltore; GW = erzielte Siegtore; 1 Play-downs/Relegation; Kursiv: Statistik nicht vollständig)